# Hunakunti, Muddebihal
Hunakunti là một làng thuộc tehsil Muddebihal, huyện Bijapur, bang Karnataka, Ấn Độ.